# Фудбалска репрезентација Јужног Судана
Фудбалска репрезентација Јужног Судана представља државу у фудбалу и под управом је Фудбалског савеза Јужног Судана. Селектор репрезентације је Зоран Ђорђевић, а домаће утакмице се играју на стадиону у главном граду Џуби. Репрезентације је своју прву званичну међународну утакмицу одиграла 10. јула 2011. године на свом стадиону против кенијског клуба ФК Тускер, а резултат је био 3:1 за госте.

## Историја
Своју прву незваничну утакмицу репрезентација Јужног Судана је одиграла против локалног кенијског клуба, ФК Тускера. Меч је одигран на стадиону у Џуби, а победили су гости резултатом 3-1. Јужни Судан је званично примљен у КАФ 10. фебруара 2012. године, а у ФИФА је примљен 25. маја 2012. године, на заседању у Будимпешти.
Прву званичну утакмицу селекција Јужног Судана је одиграла на домаћем терену 10. јула 2012. године, против репрезентације Уганде. Меч је завршен резултатом 2-2, а свој први историјски гол постигао је играч Џејмс Џозеф. Први наступ на међународном такмичењу био је учешће у КЕСАФА купу, где је Јужни Судан доживео три тешка пораза од селекција Уганде, Етиопије и Кеније.

## Међународни наступи

### Светско првенство у фудбалу
Репрезентација Јужног Судана није до сада наступала на Светским првенствима у фудбалу.
| Домаћин(и) / Година | Рунда                                                               | Позиц.                                                              | Утакм.                                                              | Поб.                                                                | Нер.                                                                | Пор.                                                                | ГД                                                                  | ГП                                                                  |
| ------------------- | ------------------------------------------------------------------- | ------------------------------------------------------------------- | ------------------------------------------------------------------- | ------------------------------------------------------------------- | ------------------------------------------------------------------- | ------------------------------------------------------------------- | ------------------------------------------------------------------- | ------------------------------------------------------------------- |
| 1930. до 2010.      | Био у саставу Англо-египатског Судана (до 1956) и Судана. (до 2011) | Био у саставу Англо-египатског Судана (до 1956) и Судана. (до 2011) | Био у саставу Англо-египатског Судана (до 1956) и Судана. (до 2011) | Био у саставу Англо-египатског Судана (до 1956) и Судана. (до 2011) | Био у саставу Англо-египатског Судана (до 1956) и Судана. (до 2011) | Био у саставу Англо-египатског Судана (до 1956) и Судана. (до 2011) | Био у саставу Англо-египатског Судана (до 1956) и Судана. (до 2011) | Био у саставу Англо-египатског Судана (до 1956) и Судана. (до 2011) |
| 2014.               | Није био члан ФИФА кад су квалификације почеле.                     | Није био члан ФИФА кад су квалификације почеле.                     | Није био члан ФИФА кад су квалификације почеле.                     | Није био члан ФИФА кад су квалификације почеле.                     | Није био члан ФИФА кад су квалификације почеле.                     | Није био члан ФИФА кад су квалификације почеле.                     | Није био члан ФИФА кад су квалификације почеле.                     | Није био члан ФИФА кад су квалификације почеле.                     |
| 2018.               | Нису се квалификовали                                               | Нису се квалификовали                                               | Нису се квалификовали                                               | Нису се квалификовали                                               | Нису се квалификовали                                               | Нису се квалификовали                                               | Нису се квалификовали                                               | Нису се квалификовали                                               |
| 2022.               | Нису се квалификовали                                               | Нису се квалификовали                                               | Нису се квалификовали                                               | Нису се квалификовали                                               | Нису се квалификовали                                               | Нису се квалификовали                                               | Нису се квалификовали                                               | Нису се квалификовали                                               |

### Афрички куп нација
Репрезентација Јужног Судана није до сада наступала на Купу афричких нација у фудбалу.
| Домаћин(и) / Година | Рунда                                          | Позиц.                                         | Утакм.                                         | Поб.                                           | Нер.                                           | Пор.                                           | ГД                                             | ГП                                             |
| ------------------- | ---------------------------------------------- | ---------------------------------------------- | ---------------------------------------------- | ---------------------------------------------- | ---------------------------------------------- | ---------------------------------------------- | ---------------------------------------------- | ---------------------------------------------- |
| 1957. до 2012.      | Био у саставу Судана. (до 2011)                | Био у саставу Судана. (до 2011)                | Био у саставу Судана. (до 2011)                | Био у саставу Судана. (до 2011)                | Био у саставу Судана. (до 2011)                | Био у саставу Судана. (до 2011)                | Био у саставу Судана. (до 2011)                | Био у саставу Судана. (до 2011)                |
| 2013.               | Није био члан КАФ кад су квалификације почеле. | Није био члан КАФ кад су квалификације почеле. | Није био члан КАФ кад су квалификације почеле. | Није био члан КАФ кад су квалификације почеле. | Није био члан КАФ кад су квалификације почеле. | Није био члан КАФ кад су квалификације почеле. | Није био члан КАФ кад су квалификације почеле. | Није био члан КАФ кад су квалификације почеле. |
| 2015.               | НП                                             | НП                                             | НП                                             | НП                                             | НП                                             | НП                                             | НП                                             | НП                                             |
| 2017.               | НП                                             | НП                                             | НП                                             | НП                                             | НП                                             | НП                                             | НП                                             | НП                                             |

## Тренутни састав
У овом саставу је селекција Јужног Судана наступила на КЕСАФА купу у Уганди 2012. године. Неколико репрезентативаца играло је пре 2011. године и за Судан, међу којима су Џејмс Томас, Ричард Џастим, Атир Томас и др.
| Број       | Име                    | Датум рођења       | Клуб           | Наступи (голови) |
| Голмани    | Голмани                | Голмани            | Голмани        | Голмани          |
| ---------- | ---------------------- | ------------------ | -------------- | ---------------- |
| 1          | Гома Генаро Авад       | 28. фебруар 1982.  | Ел Хилал       | 4 (0)            |
| 16         | Хасан Рафајил          |                    | слободан играч | 0 (0)            |
| 21         | Рој Гулвак             | 5. јул 1985.       | Катор          | 0 (0)            |
| Одбрана    |                        |                    |                |                  |
| 2          | Захарија Атинасијо     |                    | слободан играч | 1 (0)            |
| 3          | Мартин Сулејман        |                    | слободан играч | 1 (0)            |
| 4          | Мискин Емануел         |                    | слободан играч | 2 (0)            |
| 15         | Хасеин Исмајил         |                    | слободан играч | 1 (0)            |
| 18         | Вилијон Силвестре      |                    | слободан играч | 2 (0)            |
| 13         | Ричард Џастин          | 5. октобар 1979.   | Картум         | 4 (1)            |
| 14         | Атир Томас             | 7. фебруар 1987.   | Ел Ахли        | ? (0)            |
| 22         | Џексон Мубарака        |                    | слободан играч | 0 (0)            |
| Средњи ред |                        |                    |                |                  |
| 5          | Монг Денг Атит         |                    | слободан играч | 2 (0)            |
| 6          | Емануел Маназе         |                    | слободан играч | 2 (0)            |
| 10         | Кузгбур Дак            |                    | слободан играч | 2 (0)            |
| 7          | Аднан Нан              | 20. новембар 1979. | Ел Насир       | 0 (0)            |
| 17         | Симон Амана            |                    | слободан играч | 0 (0)            |
| 12         | Метју Томас Џејкоб     |                    | Малакија       | ? (0)            |
| 8          | Хамис Мартин           | 5. октобар 1986.   | Ел Мурада      | ? (0)            |
| 20         | Атака Лувал            |                    | слободан играч | 0 (0)            |
| 23         | Џими Томбе             |                    | слободан играч | 0 (0)            |
| 19         | Џонсон Денг            |                    | слободан играч | 2 (0)            |
| Напад      |                        |                    |                |                  |
| 00         | Хамис Лејано (капитен) | 1. јануар 1987.    | Вав Салам      | 2 (0)            |
| 00         | Џејмс Коне             |                    | слободан играч | 2 (0)            |
| 00         | Џејмс Мога             | 14. јун 1983.      | Пуне           | 4 (1)            |
| 00         | Лобар Зариба           |                    | слободан играч | 0 (0)            |

## Селектори
| Време           | Селектор       |
| --------------- | -------------- |
| 2011—2012       | Малеш Соро     |
| 2012 — тренутно | Зоран Ђорђевић |